# Соуджърнър (марсоход)
Вижте пояснителната страница за други значения на Соуджърнър.
Соуджърнър (на английски: Sojourner) е марсоход използван в космическа мисия Марс Патфайндър кацнала на Марс на 4 юли 1997 г. и изучавала планетата близо 3 месеца. На борда си Соуджърнър има 2 предни и 1 задна фотокамери и няколко научни прибора. Марсоходът е проектиран за извършване на мисия от 7 марсиански слънчеви дни (Сол), с евентуално удължаване на мисията до 20 дни, а реално Соуджърнър успява да издържи 83 марсиански слънчеви дни. Последната комуникация между спускаемия модул Марс Патфайндър и научния екип на Земята е на 27 септември 1997 г. Марсоходът е имал нужда от спускаемия модул, за да осъществява комуникацията си със Земята, въпреки че той все още е функционирал по времето в което е изгубена връзката със спускаемия модул.
Името на марсохода е избрано с конкурс за есета, в който са взели участие ученици до 18-годишна възраст. Наградата взима 12-годишно момиче с нейното есе за Соуджърнър Трут.